# Echiniscus corrugicaudatus
Espèce
Echiniscus corrugicaudatus est une espèce de tardigrades de la famille des Echiniscidae. 

## Distribution
Cette espèce est endémique d'Antarctique. Elle a été découverte dans la Terre d'Ellsworth.

## Publication originale
- McInnes, 2009 : Echiniscus corrugicaudatus (Heterotardigrada; Echiniscidae) a new species from Ellsworth Land, Antarctica. Polar Biology, p. 33, no 1, p. 59-70.